# Jöran Hägglund
Lars-Otto Jöran Hägglund, född 29 juli 1959 i Gustavsberg, Stockholms län, är en svensk centerpartistisk politiker och ämbetsman. Bland annat har han varit Centerpartiets partisekreterare, 2001–2006, och statssekreterare vid Näringsdepartementet hos Maud Olofsson, 2006–2010. Mellan 2014 och 2020 var han landshövding i Jämtlands län.

## Biografi
Jöran Hägglund gick samhällsvetenskaplig linje på gymnasiet och påbörjade sedan akademiska studier i statsvetenskap, men avbröt dessa 1991. 
Han var ledamot i Södertälje kommuns kommunfullmäktige 1988–1993 och kommunalrådssekreterare där 1989–1991. Han var ombudsman för Centerpartiet i Jämtlands län 1993–1994 och oppositionsråd i Jämtlands läns landsting 1995–2001 och distriktsordförande i Jämtlands läns Centerdistrikt 1998–2000.
Han var ledamot i Centerpartiets partistyrelse 1997–2001, ledamot i Centerpartiets verkställande utskott 1999–2001, med ansvar för bland annat internationella frågor. Han var Centerpartiets partisekreterare 2001–2006. Han var också VD och styrelseledamot i Centerpartiets kapitalförvaltning Randello Invest AB 2005–2006. Från 2006 till 2010 var han statssekreterare på Näringsdepartementet. 2011–2014 var han chef för Public and Regulatory Affairs på energibolaget Vattenfall.